# Дружинин, Владимир Николаевич (психолог)
Влади́мир Никола́евич Дружи́нин (12 августа 1955, Дунилово, Ярославская область — 22 июня 2001, Сочи, Краснодарский край) — советский и российский психолог, организатор науки. Доктор психологических наук. Лауреат премии Президента Российской Федерации в области образования (1999).

## Биография
В 1978 году окончил факультет психологии и биологии Ярославского государственного университета.
В 1982 году защитил диссертацию на соискание учёной степени кандидата психологических наук по теме «Изменение мотивации в процессе профессиональной подготовки».
В 1991 году в Институте психологии АН СССР защитил диссертацию на соискание учёной степени доктора психологических наук «Теоретические основы психологической диагностики познавательных способностей» (специальность — 19.00.01 Общая психология; 19.00.07 — педагогическая, детская и возрастная психология). Официальные оппоненты — доктор психологических наук В. М. Русалов, доктор психологических наук, профессор Ю. М. Забродин и доктор психологических наук И. В. Дубровина. Ведущая организация — Ярославский государственный университет..
С 1993 года — профессор филиала кафедры психологии труда и инженерной психологии факультета психологии МГУ при Институте психологии РАН.
С 1992 по 2000 год работал заместителем директора Института психологии РАН, с 1995 года — директором Института психологии Государственного института гуманитарных наук (при РАН), с 1999 года — ректором Института практической психологии «Иматон» (Санкт-Петербург).
Член специализированных советов при Ярославском государственном университете (с 1992) и МГУ (с 1993).
Погиб в 2001 году.

## Научные труды
- Дружинин В. Н. Психологическая диагностика способностей: теоретические основы: В 2 ч. Ч. 1. — Саратов: Изд-во Сарат. ун-та, 1990. — 139 с. ISBN 5-292-00932-6
- Дружинин В. Н. Психологическая диагностика способностей: теоретические основы: В 2 ч. Ч. 2. — Саратов: Изд-во Сарат. ун-та, 1990. ISBN 5-292-00932-6
- «Развитие и диагностика способностей» (соавт., 1990)
- Структура и логика психологического исследования
  - Дружинин В. Н. Структура и логика психологического исследования. — М.: Институт психологии РАН, 1993. — 117 с. ISBN 5-201-02179-4
  - Дружинин В. Н. Структура и логика психологического исследования. — 2-е изд., испр. — М.: Институт психологии РАН, 1994. — 163 с. ISBN 5-201-02165-4
- «Методы психологической диагностики» (соавт., 1993)
- Психология общих способностей
  - Дружинин В. Н. Психология общих способностей. — М.: Лантерна: Вита, 1995. — 150 с. ISBN 5-86191-012-X
  - Дружинин В. Н. Психодиагностика общих способностей. — М.: Издательский центр «Академия», 1996. — 216 с. ISBN 5-7695-0053-0
  - Дружинин В. Н. Психология общих способностей. — 2-е изд. — СПб.: Питер, 1999. — 359 с. (Мастера психологии) ISBN 5-314-00121-7
  - Дружинин В. Н. Психология общих способностей. — 3-е изд. — СПб.: Питер: Техническая книга, 2007. — 362 с. (Мастера психологии) ISBN 5-91180-111-6
- «Психодиагностика общих способностей» (1996)
- Психология семьи
  - Дружинин В. Н. Психология семьи. — М.: КСП, 1996. — 158 с. (Psychology. Современные труды по психологии) ISBN 5-88694-018-9
  - Дружинин В. Н. Психология семьи. — Екатеринбург: Деловая книга, 2000. — 199 с. (Библиотека психологии психоанализа психотерапии / Под ред. В. В. Макарова) ISBN 5-88687-094-6
  - Дружинин В. Н. Психология семьи. — 3-е изд. — СПб.: Питер, 2005. — 176 с. ISBN 5-469-00131-8, 3000
  - Дружинин В. Н. Психология семьи. — 3-е изд. — СПб.: Питер, 2008. — 180 с. ISBN 978-5-469-00131-7
  - Дружинин В. Н. Психология семьи. — 3-е изд. — СПб.: Питер, 2012. — 180 с. ISBN 978-5-469-00131-7
- Дружинин В. Н. Когнитивные способности : Структура. Диагностика. Развитие. — М.: Per se; СПб.: ИМАТОН, 2001. — 223 с. ISBN 5-9292-0040-8
- «Варианты жизни. Очерки экзистенциальной психологии.» (2001)
  - Дружинин В. Н. Варианты жизни: очерки экзистенциальной психологии. — СПб.: Питер, 2010. — 155 с. ISBN 978-5-49807-492-4
- Экспериментальная психология
  - Дружинин В. Н. Экспериментальная психология: учебное пособие для студентов вузов, обучающихся по направлению и специальности «Психология». — 2-е изд., доп. — СПб.: Питер, 2000. — 318 с. — (Серия «Учебник нового века») ISBN 5-8046-0176-8
  - Дружинин В. Н. Экспериментальная психология: учебник для студентов высших учебных заведений, обучающихся по направлению и специальностям психологии. — 2-е изд. — СПб.: Питер, 2011. — 318 с. (Учебник для вузов) ISBN 978-5-4237-0073-7
- Дружинин В. Н. Психология способностей: избранные труды / отв. ред.: А. Л. Журавлёв, М. А. Холодная, В. Д. Шадриков. — М. : Институт психологии РАН, 2007. — 540 с. (Выдающиеся учёные Института психологии РАН / Российская акад. наук) ISBN 978-5-9270-0116-3